# 4025 Ridley
4025 Ridley је астероид главног астероидног појаса са средњом удаљеношћу од Сунца која износи 2,252 астрономских јединица (АЈ).
Апсолутна магнитуда астероида је 13,9.